# اوربیسالیا
اوربیسالیا (به ایتالیایی: Urbisaglia) یک کومونه در ایتالیا است که در استان ماچه‌راتا واقع شده‌است. اوربیسالیا ۲۲ کیلومتر مربع مساحت و ۲٬۷۷۲ نفر جمعیت دارد و ۳۱۰ متر بالاتر از سطح دریا واقع شده‌است.